# Troades
Troades (Trojanskorna) är en opera i en akt med musik av Aribert Reimann. Librettot skrevs av tonsättaren och Gerd Albrecht efter Franz Werfels översättning av Euripidess drama Trojanskorna.
I sin femte opera bearbetade Reimann återigen de traumatiska upplevelserna från sin barndom under andra världskriget. Euripides skrev sitt drama som en varning till sina landsmän i Athen (varav de inte tog någon lärdom) att inte ge sig av på den ödesdigra resan till Sicilien. Werfels fria översättning från 1914 är likaså ett pessimistiskt förebud om krig. Operan hade premiär den 7 juli 1986 i München.